# Rue du Plat (Lille)
Ne doit pas être confondu avec Rue du Plat (Lyon).
La rue du Plat est une rue de Lille.

## Situation et accès
Elle relie la rue du Molinel à la rue de la Vignette (place Jacquard) dans le quartier du Lille-Centre.

## Origine du nom
La rue tient son nom d’un « platz », « plash » ou plat qui signifie étang. Cette mare située à son extrémité fut remblayée à la fin XVIe siècle.

## Historique
Jusqu'au début du XVIe siècle son emplacement était une voie de l'ancien faubourg du Molinel à l’extérieur de l’enceinte de Lille construite à la fin du XIIe siècle ou au début du XIIIe siècle englobant les paroisses de Saint-Maurice et de Saint-Sauveur.
La rue fut ouverte sur le territoire de l’agrandissement de 1603-1605 qui reporta le rempart de la porte du Molinel démolie en 1606 située à l’angle de la rue de l’ABC (actuelle rue de la Riviérette) et de la rue du Molinel, à la porte Notre-Dame située place de Béthune.
L’arrière des maisons du côté est de la rue (numéros impairs) bordait le canal des Hibernois qui était le fossé de l’ancien rempart démoli vers 1604. Ce canal fut recouvert à la fin du XIXe siècle.
La rue aboutissait au rempart démoli en 1866, reporté au sud d'Esquermes, de Wazemmes et de Moulins. Elle comprenait des maisons de tolérance supprimées à cette date.
Les bâtiments de la rue détruits par les bombardements du siège de Lille de 1914 avec la majorité du quartier environnant furent reconstruits au cours de l’entre-deux-guerres, quelques-uns dans un style néo-flamand ou éclectique, d'autres plus sobres.

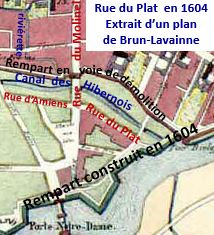
Rue du Plat sur plan de 1604
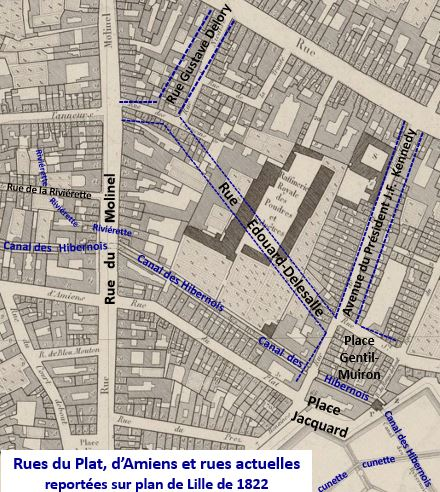
Rue du Plat sur plan de 1822
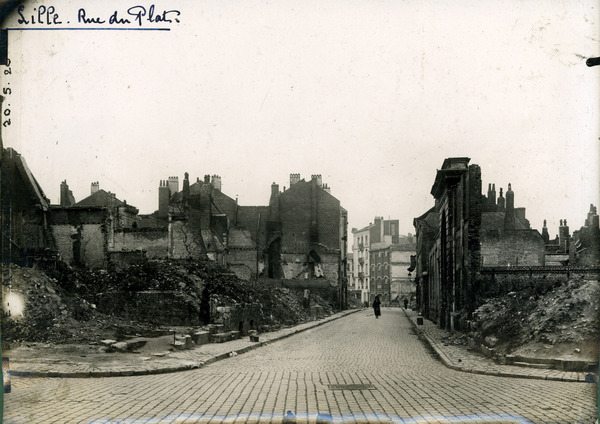
Rue du Plat en 1920 après les destructions du siège de 1914

### La rue du Plat auXXIesiècle
La rue est une voie secondaire à sens unique de circulation bordée en majorité d'immeubles d'habitations.